# NGC 1680
NGC 1680 è una galassia a spirale barrata situata nella costellazione del Pittore, a una distanza di circa 208 milioni di anni luce dalla nostra Via Lattea.

## Scoperta
La galassia è stata scoperta il 28 dicembre 1834 dall'astronomo britannico John Herschel.

## Descrizione
NGC 1680 ha una classe di luminosità II.